# ۱۱۸۹ (قمری)
۱۱۸۹ (قمری)، هزار و صد و هشتاد و نهمین سال در گاهشماری هجری قمری است. اول محرم این سال برابر با چهارم مارس سال ۱۷۷۵ میلادی است.